# Абашево II (могильник)
Абашево II — курганний могильник розташований за 2 км на північний захід від села Абашево Хворостянського району, у степовій частині Самарської області Росії на високій корінній терасі правого берега річки Чагри.
Могильник має у складі 11 земляних курганів. У 1974 році експедицією КДПІ під керівництвом І. Б. Васильєва досліджено 2 кургани.
Курган № 1 містив пограбоване середньовічне поховання.
У кургані № 2 виявлені сліди кільцевого рівчака, основне поховання ямної культури у великій центральній ямі й 4 впускних поховання полтавкинської культури. У ямному похованні похований лежав скорчено на правому боці, головою на схід, з рясною посипкою ніг охрою. Поруч знаходився глиняний посуд яйцеподібної форми. Обряд пізньополтавкинських поховань: положення на лівому або правому боці з підігнутими ногами, головою на схід, північний схід, північ, посипання охрою. Похоронний інвентар: ліпний посуд, мідний ніж, мідна скронева підвіска.
Вивчення курганів дозволило виявити нові риси обряду (впускні поховання, положення на лівому боці) та інвентарю (шнуровий орнамент на кераміці), не характерні для попередньої ранньополтавкинської епохи, й припустити значну роль нижньоволзьких нолтавкинсько-катакомбних культурних традицій у формуванні пізньополтавкинської культури Самарського Надволжя.